# Roshanak Wardak
Roshanak Wardak (em pashto: روشنک وردگ; em dari: روشنک وردگ; nascida em 1962, na província de Maidan Wardak, no Afeganistão) é uma ginecologista afegã e ex-política da província de Maidan Wardak. Em 2021, ela foi nomeada uma das 100 mulheres da BBC, ao lado de outras cinquenta mulheres afegãs.

## Carreira médica
Durante a Guerra Civil Afegã, no início dos anos 1990, durante a qual seu pai foi morto, Roshanak Wardak foi refugiada no Paquistão, onde ofereceu assistência médica a outros refugiados. Roshanak Wardak mais tarde voltou ao Afeganistão e, em 1996, depois de ouvir que mais de 40 mulheres morreram no parto em sua província natal, Maidan Wardak, começou a praticar ginecologia. Ela abriu sua primeira clínica naquele ano, pouco antes do início do regime talibã. Durante este período, Roshanak foi a única médica ginecologista na província de Maidan Wardak; ela desafiou ainda mais as normas recusando-se a usar a burca, embora ainda aderisse aos códigos de vestimenta islâmicos. Roshanak retomou seu trabalho em tempo integral como médica depois que sua carreira política terminou, em 2010.

## Carreira política
O pai e o avô de Roshanak Wardak foram políticos locais e, nas eleições parlamentares de 2005, ela foi candidata independente e foi eleita membro da Câmara do Povo pela província de Maidan Wardak. Durante seu tempo como parlamentar, Roshanak criticou a intervenção militar ocidental no Afeganistão e apoiou o estabelecimento de relações com o Talibã para chegar a acordos mais duradouros e evitar novos conflitos. Ela também elogiou elementos do governo talibã no final dos anos 1990, incluindo o nível de segurança que eles trouxeram para o país; ela foi mais crítica em relação à subseqüente insurgência do Talibã, que ela comparou a um grupo de criminosos. Roshanak Wardak também criticou o Talibã por sua posição sobre a educação feminina, em 2010, comentando que a província de Maidan Wardak não tinha escolas para meninas em seus distritos de etnia pastós, onde o apoio ao Talibã era maior. Roshanak Wardak continuou trabalhando meio período como médica em um hospital em Saydabad durante sua gestão como parlamentar. Após as eleições parlamentares de 2010, Roshanak Wardak deixou de ser deputada; durante a campanha eleitoral, ela recebeu ameaças de oficiais do Talibã e acusou outros candidatos de preenchimento de cédulas (fraude eleitorial).
Roshanak Wardak inicialmente elogiou o retorno do Talibã ao poder, após a queda de Cabul, em agosto de 2022, considerando que o governo anterior liderado por Ashraf Ghani era corrupto. Desde então, ela se tornou mais crítica ao regime, principalmente no que diz respeito a sua posição sobre a educação das meninas, e defendeu publicamente a reabertura das escolas femininas em todo o país.

## Vida pessoal
Roshanak Wardak nasceu e foi criada na província de Maidan Wardak, no Afeganistão. Em 2021, Roshanak Wardak era solteira e morava em Sayd Abad, onde operava uma clínica particular.

## Reconhecimento
Ela foi reconhecida como uma das 100 mulheres de 2021 da BBC.